# Zaczyn budowlany
Zaczyn budowlany – półprodukt w produkcji zapraw budowlanych i betonów, jest to mieszanina spoiwa budowlanego z wodą lub roztworem wodnym. Z zaczynu wytwarza się zaprawy budowlane lub betony. Do zaczynów dodaje się substancje modyfikujące proces wiązania jak i właściwości końcowego produktu.
Zaczyn może być wykonany na bazie jednego lub kilku spoiw. Zaczyny klasyfikuje się ze względu na użyte spoiwa, najczęściej spotykane zaczyny: cementowy, gipsowy, wapienny, cementowo-wapienny, gipsowo-wapienny. 